# Джерси (аэропорт)
Аэропорт Джерси (англ. Jersey Airport, фр. Aéroport de Jersey, норманд. Aéroport d'Jèrri) (ИАТА: JER, ИКАО: EGJJ) расположен в округе Святой Пётр в Джерси, одном из Британских Коронных владений на Нормандских островах.

## История
Воздушное сообщение с Джерси до 1937 года осуществлялось бипланами и гидросамолетами, которые приземлялись на пляже в заливе Святого Обина. Jersey Airways и Imperial Airways были среди тех авиакомпаний, которые летали на остров до войны, но условия работы были трудны, поскольку расписание зависело от приливов. Одной из трудностей было то, что случайные люди постоянно ходили через зону приземления, кроме того, самолёты с техническими неполадками должны были подниматься на стапеля до окончания отлива.
Штаты Джерси приняли решение строить аэропорт, который был открыт 10 марта 1937 года, в нём было четыре травяные взлётно-посадочные полосы, самая длинная из которых составила 896 м с бетонным основанием. Бетонные рулёжные дорожки появились во время оккупации во Второй мировой войне силами люфтваффе, тогда же были построены ангары, один из которых является функционирует до сих пор. В 1952 году была открыта взлётно-посадочная полоса длиной 1280 м из тармака, после чего травяные полосы были закрыты. Особенностью аэропорта в 1950-х годов была система управления движения — использовались светофоры для регулирования потока транспортных средств, идущих по дороге из Лес Квинвайс в аэропорт, когда самолёты переезжали в и из ангара B.E.A.
Взлетно-посадочная полоса в эти годы несколько раз модернизировалась и увеличивалась, достигнув сегодняшних размеров в 1976 году. Дополнительные рулёжные дорожки появились несколько лет спустя для упрощения доступа к концу взлетно-посадочной полосы. Тем не менее, из-за недостаточной длины её, в октябре 2007 года Thomsonfly объявила о прекращении некоторых услуг в связи с вводом большого самолёта Boeing 737-800.
Около 80 тыс. взлётов-посадок ежегодно аэропорт Джерси обслуживает пассажирооборот 1.5 млн человек в год.

## Терминал
Терминал был построен в 1937 году, между зонами прибытия и отправления был построен контрольно-диспетчерский пункт. Терминал был реконструирован в 1976 и в 1997 годах.

## Авиакомпании
- Aer Lingus
- Aer Arann
- Air Southwest
- Aurigny Air Services
- Blue Islands

- Bmi
- bmibaby
- British Airways
- easyJet
- Flybe
- Flyglobespan
- Manx2
- Jet2.com
- Lufthansa
- Thomsonfly
- Twin Jet
- VLM Airlines

Некоторые авиакомпании предлагают рейсы с промежуточной остановкой в Гернси.

## Общая авиация
Кроме регулярных авиакомпаний, аэропорт Джерси является аэропортом общей авиации, крупнейшей из организаций которой является Аэроклуб Джерси. Ежегодно в сентябре в аэропорту Джерси проходит Международный воздушный парад.